# Opius relativus
Opius relativus är en stekelart som beskrevs av Fischer 1964. Opius relativus ingår i släktet Opius och familjen bracksteklar. Inga underarter finns listade i Catalogue of Life.